# Nishiizu
Nishiizu (jap. 西伊豆町 Nishiizu-chō) – miasto w Japonii, na wyspie Honsiu, w prefekturze Shizuoka. Według danych na rok 2020 miejscowość zamieszkiwało 7 090mieszkańców , a gęstość zaludnienia wyniosła 67,2 os./km².